# Kálovics Anikó
Kálovics Anikó (Szombathely, 1977. május 13. –) magyar atléta, közép- és hosszútávfutó, olimpikon.
Ötévesen úszóként kezdett sportolni. Tizennégy éves korától kezdett atletizálni a BEAC-MAFC színeiben. Már ekkor korosztálya legjobbjai közé tartozott. 1994-ben a Szombathelyi Tanárképző csapatába igazolt. Ebben az évben indult a ifi korosztály mezeifutó világbajnokságán, ahol 66.-ként ért célba.
1996-ban a mezeifutó vb-n lett 39. helyezett. Ugyanebben az évben az ausztráliai ifi világbajnokságon 11. volt 5000 méteren. 1997-ben ismét indult a mezeifutó vb-n. Ezúttal 103. volt. 1997-től a Haladás versenyzője volt. A turkui junior Európa-bajnokságon 10 000 méteren negyedik lett. Ugyanezen a távon a magyar bajnokságot is megnyerte. Az évet a mezeifutó Európa-bajnokságon elért 35. helyezéssel zárta.
1998-ban mezeifutásban lett magyar bajnok. 10 000 méteren megvédte bajnoki címét és 5000 méteren is a dobogó legmagasabb fokára állhatott. Az Európa-bajnokságon 12. volt 10 000 méteren. 2000-ben ismét magyar bajnok lett 5000 méteren. Az olimpián 10 000 méteren nem jutott a döntőbe. Az év végén 6 km-en lett ezüstérmes a magyar mezeifutó bajnokságon.
2001-ben a 10 000 méteres ob-n második, mezeifutásban harmadik lett. A félmaratoni vb-n 37. volt egyéniben, hetedik csapatban. A mezeifutó Eb-n 15. volt. A következő évben 5000 méteren lett magyar bajnok. Az Európa-bajnokságon 10 000 méteren lett 14. helyezett. Szeptemberben megnyerte a düsseldorfi utcaifutó versenyt 10 km-en, a kremsi félmaratont és a prágai 5 kilométert. A decemberi mezeifutó Eb-n negyedik lett.
2003 júliusában Watfordban 10 000 méteren magyar csúcsot futott (31:40,31). 5000 méteren magyar bajnokságot nyert. A világbajnokságon huszadikként ért célba 10 000 méteren. Októberben Budapesten a 10 km magyar rekordját is megdöntötte (32:11). Az év végén harmadik lett a mezeifutó Európa-bajnokságon. 2004-ben újra mezeifutó és 10 000 méteres magyar bajnok lett. Az olimpián 20. lett 10 000 méteren. A mezeifutó Eb-n nyolcadik volt.
2005-ben nem jutott döntőbe 5000 méteren a világbajnokságon. Ettől az évtől a Cover Sportiva Mapei színeiben szerepelt. A mezeifutó Eb-n ötödik lett. 2006 október elején az utcai futó-világbajnokságon 20 kilométeren 11. lett és magyar csúcsot ért el (1:06:20). Október végén Olaszországban maratoni távon futott országos rekordot (2:26:43), bár eredményét nem hitelesítették a pálya adottságai miatt. Az év végén negyedik lett a mezeifutó Eb-n.
2007-ben megnyerte a torinói maratonit. A világbajnokságon nem indult. Nyáron a Zalaegerszegi AC-hez szerződött. A mezeifutó Eb-n kilencedik lett. 2008-ban harmadik lett a római maratonon. A 10 000 méteres Európa kupán negyedik volt. Itt teljesítette az olimpiai B-szintet. Az olimpián 10 000 méteren 22. lett. Októberben Velencében nyert maratoniversenyt. Decemberben az év magyar atlétanőjének választották.
2009-ben több utcaifutó és mezeifutó versenyen ért el dobogós helyezéseket. 2010-ben magyar bajnok lett fedettpályás 3000 méteren, 10 000 méteren és félmaratonon. Az Európa-bajnokságon 5000 méteren 10. volt.
2011 októberében Frankfurtban teljesítette a maratoni futás olimpiai kiküldetési A-szintjét. Az ötkarikás játékokon a 95. helyen ért célba.
2014-ben mezeifutó országos bajnokságot nyert.

## Díjai, elismerései
- Kiváló ifjúsági sportoló (1995)
- Az év magyar atlétája (2008)